# Tamaricella tangigharuha
Tamaricella tangigharuha är en insektsart som först beskrevs av Dlabola 1957.  Tamaricella tangigharuha ingår i släktet Tamaricella och familjen dvärgstritar. Inga underarter finns listade i Catalogue of Life.